# Відлуння козацької генези
«Відлуння козацької ґенези» — повість українського письменника Володимира Чорномора. В повісті йдеться про трагічні для України та її народу події Другої світової війни, яка так само позначилась на долях мільйонів людей, як і на долях героїв твору. Обривається чоловіча гілка роду: спершу від голоду трагічно гине дід Веремій, залишивши свою мудрість: «Убієнний мирно спи, бережи життя живущий», а його онук — від німецьких фашистів. Людські долі примхливі. Нерідко вони розводять людей, навіть рідних, ставлять їх один проти одного, по різні боки протистоянь. В останньому епізоді Григорій Волошко, якому після арешту НКВД пощастило вирватись з його тортур і втекти до Німеччини, стати там гестапівцем (думаючи наївно допомогти рідному краєві звільнитись від більшовизму), кається перед замученим фашистами рідним сином, розвідником Грицем, і, спокутуючи своє зрадництво, кінчає життя самогубством.
Книга удостоєна міжнародної літературної премії фундації ім. Івана Багряного (США) | http://pprosvita.at.ua/news/prikhodi_ta_vitrati_fundaciji_im_ivana_bagrjanogo_v_2013_roci/2014-05-31-1261 [Архівовано 29 серпня 2018 у Wayback Machine.]

## Публікації
Володимир Чорномор. Відлуння козацької генези: повість / В. Чорномор ; худ. В.Проценко — Севастооль: СМО «Просвіта», 2012. — 132 с.

## Рецензії
- Михайло Вишняк. "Беережи життя живущий" або Голодомор в Україні через призьму художнього бачення (PDF). Газета "Нація і держава" стор.6. Архів оригіналу (PDF) за 26 червня 2016. Процитовано 29 серпня 2018.